# Ghislaine
Ghislaine [/ʒislɛn] bzw. Ghyslaine ist ein Vorname.

## Herkunft und Bedeutung
Der Name ist die weibliche Form des französischen Namens Ghislain/Ghyslain. Dieser ist die französische Form von Gislenus, einer lateinischen Form des germanischen Namens Gislin, abgeleitet vom Element Gisil, das ‚Geisel/Pfand‘ bedeutet. Dies war der Name des belgischen Heiligen Gislenus aus dem 7. Jahrhundert.
Eine Variante ist Gisèle.

## Bekannte Namensträgerinnen
- Ghislaine Baron (1966–2019), französische Fußballspielerin und -trainerin
- Ghislaine Chartron (* 1961), französische Informatikerin und Kommunikationswissenschaftlerin
- Ghislaine Demonceau (1921–2014), französische Geigerin
- Ghislaine Dommanget (1900–1991), französische Schauspielerin und Fürstin von Monaco
- Ghislaine Dupont (1956–2013), französische Journalistin
- Ghislaine Landry (* 1988), kanadische Rugbyspielerin
- Ghislaine Maxwell (* 1961), britisch-amerikanische Unternehmerin
- Ghislaine Royer-Souef (* 1953), französische Fußballspielerin
- Ghislaine Wood (* 1950), britische Kunsthistorikerin